# Krzysztof Janik

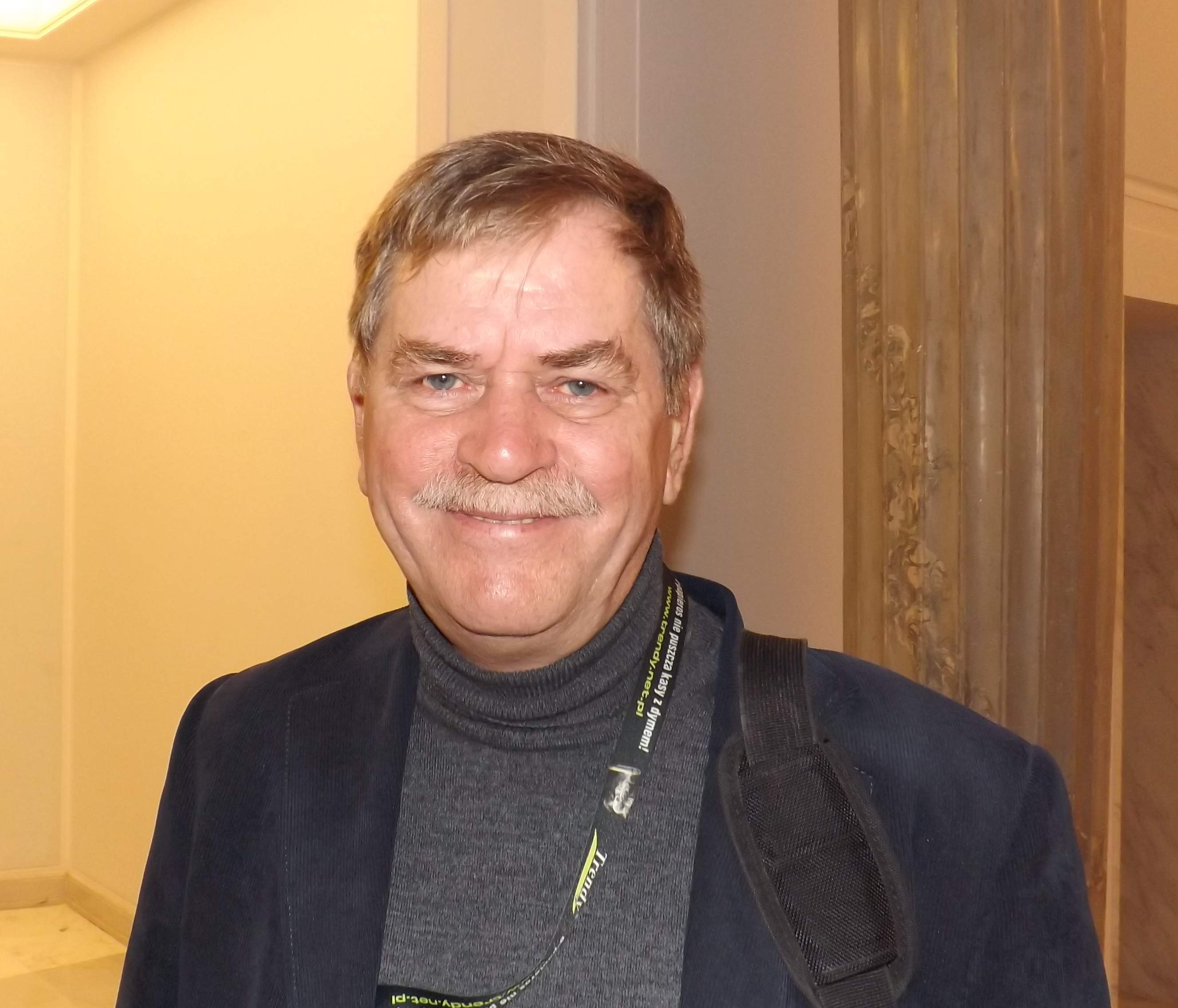
Krzysztof Janik (2013)

Krzysztof Jan Janik (* 11. Juni 1950 in Kielce) ist ein polnischer Politiker und Politologe. Der ehemalige Innenminister war im Jahr 2004 Vorsitzender der SLD und in den Jahren 1993 bis 2005 Abgeordneter des Sejm in der 2., 3. und 4. Wahlperiode.
Er machte einen Abschluss an der Juristischen Fakultät der Krakauer Jagiellonen-Universität, 1979 promovierte er an der Politologischen Fakultät der Schlesischen Universität in Kattowitz mit der Arbeit „Der Verband der Landjugend in der Woiwodschaft Krakau“.
In den Jahren 1971 bis 1975 arbeitete er im Polnischen Landjugendverbandes in Krakau (zwei Jahre lang war er Sekretär der Woiwodschaftsleitung des Landjugendverbandes). Von 1981 bis 1986 saß er im Landesvorstand des Verbandes der Sozialistischen Jugend Polens in Warschau. Von 1968 bis zu Selbstauflösung gehörte er zur PZPR (Polnische Vereinigte Arbeiterpartei). Seit 1986 war er stellvertretender Vorsitzender des Zentralkomitees der PZPR.
Im Januar 1990 war er einer der Gründungsmitglieder der SdRP (Sozialdemokratie der Republik Polen). Von 1997 bis 1999 bekleidete er das Amt des Generalsekretärs der Partei und trat 1999 der SLD (Bund der Demokratischen Linken) bei, deren Generalsekretär er bis zum Jahr 2002 war. Im Februar 2002 wurde er zum stellvertretenden Vorsitzenden der SLD gewählt. In den Jahren 1993, 1997 und 2001 wurde er Sejm-Abgeordneter der SLD (2001 für den Wahlkreis Tarnów).
Er gilt als Wahlkampfspezialist. Im Präsidentschaftswahlkampf von 1995 war er für das politische Programm im Stab von Aleksander Kwaśniewski zuständig und er leitete den Kommunalwahlkampf der SLD im Jahr 1998. Auch zu den Präsidentschaftswahlen von 2000 gehörte Janik zum Stab von Aleksander Kwaśniewski.
Von 1996 bis 1997 war er stellvertretender Staatssekretär in der Präsidentenkanzlei, sein Aufgabenfeld war die kommunale Selbstverwaltung. Am 19. Oktober 2001 wurde er Minister für Inneres und Verwaltung in der Regierung von Leszek Miller und trat von diesem Amt am 21. Januar 2004 zurück. Am 6. März 2004 wurde er zum Vorsitzenden der SLD gewählt und verlor diese Funktion in einer Kampfabstimmung am 18. Dezember 2004. Sein Nachfolger wurde Józef Oleksy.
In den Jahren 2005 und 2007 kandidierte er erfolglos für den Sejm.